# Réseau d'oléoducs de la Baltique-2
Le réseau d'oléoducs de la Baltique-2 (en russe : Балти́йская трубопрово́дная систе́ма 2, sigle БТС-2) est un second tronçon du réseau d'oléoducs de la Baltique.
L'oléoduc est construit et exploité par la société d'oléoducs Transneft en Russie.

## Présentation
Le BPS-2 a été achevé en 2011 et a commencé à fonctionner fin mars 2012.
Le système de pipeline de 1170 kilomètres de long s'étend de la jonction à Ounetcha de l'Oléoduc Droujba près de la frontière entre la Biélorussie et la Russie jusqu'au terminal d'Oust-Louga dans le golfe de Finlande.
La longueur de l'oléoduc d'Ounetcha à Oust-Louga est de 998 kilomètres et la longueur de la ligne secondaire vers la raffinerie de pétrole de Kirichi est de 172 kilomètres.
Le pipeline passe par les Oblasts de Bryansk, Smolensk, Tver, Novgorod et Léningrad,.